# Andrea Scherney
Andrea Scherney (Vienna, 26 agosto 1966) è un'ex atleta paralimpica austriaca.

## Biografia
Scherney ha gareggiato in quattro Giochi paralimpici nella categoria F44 a causa di un'amputazione alla gamba destra. Ha vinto una medaglia d'oro nella gara di giavellotto ad Atlanta 1996 mentre a Sydney 2000 ottiene due medaglie d'argento nel giavellotto e nel getto del peso. In seguito, vince la medaglia d'oro nel salto in lungo sia ad Atene 2004 che a Pechino 2008.
Scherney detiene il record mondiale nel pentathlon classe P44 ed è stata eletta personalità austriaca sportiva per cinque volte (2003, 2004, 2005, 2007, 2008).

## Palmarès
| Anno | Manifestazione      | Sede    | Evento                           | Risultato | Prestazione | Note            |
| ---- | ------------------- | ------- | -------------------------------- | --------- | ----------- | --------------- |
| 1996 | Giochi paralimpici  | Atlanta | Lancio del giavellotto F42-44/46 | Oro       | 31,98 m     |                 |
| 2000 | Giochi paralimpici  | Sydney  | Getto del peso F44               | Argento   | 10,12 m     |                 |
| 2000 | Giochi paralimpici  | Sydney  | Lancio del giavellotto F44       | Argento   | 33,95 m     |                 |
| 2003 | Europei paralimpici | Assen   | Getto del peso F42-44            | Argento   | 10,03 m     |                 |
| 2003 | Europei paralimpici | Assen   | Lancio del disco F44             | Argento   | 32,97 m     |                 |
| 2003 | Europei paralimpici | Assen   | Lancio del giavellotto F42-44    | Bronzo    | 29,53 m     |                 |
| 2003 | Europei paralimpici | Assen   | Pentathlon P44-46                | Oro       | 4 653 p.    | Record mondiale |
| 2004 | Giochi paralimpici  | Atene   | Salto in lungo F44/46            | Oro       | 5,02 m      |                 |
| 2005 | Europei paralimpici | Espoo   | Salto in lungo F44-46            | Oro       | 5,31 m      |                 |
| 2005 | Europei paralimpici | Espoo   | Getto del peso F44-46            | Argento   | 11,03 m     |                 |
| 2008 | Giochi paralimpici  | Pechino | Salto in lungo F44               | Oro       | 4,82 m      |                 |